# Graciela Huinao
Graciela Huinao (Osorno, 14 de octubre de 1956) es una narradora y poeta mapuche de lengua castellana, primera mujer indígena en ingresar en la Academia Chilena de la Lengua.

## Biografía
Hija de Herminia Alarcón y Dolorindo Huinao (nieta de Adolfo Huinao y Almerinda Loi Katrilef; bisnieta de José Loi) ingresó en la Escuela 107 en 1962; en 1969, cuando tenía 13 años, perdió a su madre y 8 años más tarde, en 1977, a su padre, después de lo cual emigró a Santiago.
Huinao publicó su primer poema, «La loika», en 1989 y su primer libro Walinto, en 2001 (fue reeditado en 2008 en mapudungún, español e inglés). El nombre de este poemario es el de la comunidad mapuche en la que nació, ubicada a 36 kilómetros de Osorno.
Ha escrito asimismo relatos, una novela y antologado algunos libros, como Hilando en la memoria, 7 poetas mapuche (2006), Hilando en la memoria, epu rapa. 14 mujeres poetas mapuche (2009).
Algunas de sus obras han sido traducidas a diversos idiomas y adaptadas.

## Obras
- Walinto, poemario, edición bilingüe, con traducción al mapudungun de Clara Antinao Varas; editorial La Garza Morena, Santiago, 2001 (reeditado por Cuarto Propio, 2008, en volumen trilingüe: mapudungun-español-inglés)
- La nieta del brujo, seis relatos williche, Caballo de Mar, 2003
- Desde el fogón de una casa de putas williche, novela, CDM, 2010 (reeditado en España por Ediciones Lastarria y De Mora, 2022).
- Katrilef, hija de un ülmen mapuche williche. Relato de su vida, ICIIS, 2015[7]